# Marlins de Miami
Pour les articles homonymes, voir Marlin.
Pour l'ancien club de ligue mineure du même nom, voir Mighty Mussels de Fort Myers.
 Saison 2025 des Marlins de Miami
Les Marlins de Miami (Miami Marlins en anglais) sont une équipe de baseball de la Ligue majeure de baseball située à Miami, Floride. Fondée en 1993 sous le nom Marlins de la Floride et rebaptisée en novembre 2011, cette franchise compte deux victoires en Séries mondiales (1997 et 2003).

## Palmarès
- Championnat de Série mondiale (World Series) (2) : 1997, 2003.
- Champion de la Ligue nationale (2) : 1997, 2003
- Titres de division : jamais.
- Meilleur deuxième (2) : 1997, 2003

## Histoire

### Les débuts
La franchise installée au Dolphin Stadium, rénové pour pouvoir accueillir du baseball, commence ses activités en 1993. Les Marlins s'imposent dès leur premier match en Ligue majeure le 5 avril face aux Dodgers de Los Angeles (12-8) mais les bilans sportifs de fin de saison restent médiocres pendant quatre ans. Même décrue du côté de l'affluence après d'excellents chiffres à l'occasion de la saison inaugurale (37 838 de moyenne par match), les supporters se font plus rares ensuite (20 993 de moyenne par match en 1995).

### Le titre en 1997
Les Marlins nomment Jim Leyland comme manager et engagent le troisième base Bobby Bonilla, le champ-extérieur Moisés Alou et le lanceur Alex Fernandez. Avec ces renforts, les Marlins signent 92 victoires en 1997 et accrochent, à la surprise générale, une wild card pour les play-offs.
Éliminant successivement les Giants de San Francisco (3-0), les Braves d'Atlanta (4-2) et les Indians de Cleveland (4-3), les Marlins remportent les Séries mondiales.
Cette saison gagnante est suivie par cinq saisons négatives. Sportivement, la plus terrible est celle de 1998 avec 54 victoires pour 108 défaites ; Au niveau des affluences, les Marlins touchent le fond en 2002 en enregistrant seulement 10 038 spectateurs de moyenne par match.

### Le titre en 2003

Le logo des Marlins de la Floride de 1993 à 2011.

Propriétaire de la franchise depuis sa création, H. Wayne Huizenga la cède à John Henry en 1998. Jeffrey Loria devient propriétaire le 16 février 2002 contre 158 millions de dollars. L'ex-propriétaire des Expos de Montréal arrive chez les Marlins avec le staff des Expos et licencie d'emblée 60 employés.
En 2003, les Marlins rééditent leur coup de 1997. Wild card surprise, la franchise remporte ses deuxièmes Séries mondiales face aux Yankees de New York en six matchs. Les arrivées du receveur Iván Rodríguez et du champ-extérieur Juan Pierre expliquent en partie cette performance.
À son habitude, les Floridiens ne parviennent pas à enchainer après ce succès, et replongent dans les classements. En 2007, les Marlins n'enregistrent ainsi que 71 victoires pour 91 défaites.

### Depuis 2012

Le logo des Marlins de Miami de 2012 à 2016.

Les Marlins jouent leur dernier match au Sun Life Stadium, maintenant connu sous le nom de Hard Rock Stadium, le 28 septembre 2011, une défaite de 3-1 face aux Nationals de Washington devant 34 615 spectateurs. Dans leur domicile des 19 premières saisons, les Marlins furent l'équipe de la Ligue nationale ayant attiré le moins de spectateurs à six reprises, chaque année de 2006 à 2011. Ils ont de plus été l'un des trois clubs de la Nationale ayant accueilli le moins de spectateurs à chacune de leurs 13 dernières saisons.
Le 11 novembre 2011, les nouvelles couleurs et le nouveau logo de l'équipe sont dévoilés. La franchise est officiellement renommée Miami Marlins, une des conditions au financement public d'un nouveau stade de baseball. L'équipe inaugure son nouveau terrain, le Marlins Park, le 4 avril 2012 à l'occasion d'une visite des Cardinals de Saint-Louis.

## Saison par saison
| Saison | Saison régulière | Saison régulière | Saison régulière | Saison régulière | Saison régulière | Saison régulière | Manager                                                      | Séries éliminatoires                                                                              |                                   |
| Saison | Classement       | Vic.             | Déf.             | %Vic.            | Spectateurs      | Moyenne          | Manager                                                      | Séries éliminatoires                                                                              |                                   |
| 1993   | 6e NL Est        | 64               | 98               | 0,395            | 3 064 847        | 37 838           | Rene Lachemann                                               | Éliminés                                                                                          |                                   |
| 1994   | 5e NL Est        | 51               | 64               | 0,443            | 1 937 467        | 32 838           | Rene Lachemann                                               | Pas de séries éliminatoires en raison de la grève des joueurs                                     |                                   |
| 1995   | 4e NL Est        | 67               | 76               | 0,468            | 1 700 466        | 23 950           | Rene Lachemann                                               | Éliminés                                                                                          |                                   |
| 1996   | 3e NL Est        | 80               | 82               | 0,493            | 1 746 767        | 21 565           | Rene Lachemann (39-47)Cookie Rojas (1-0)John Boles (40-35)   | Éliminés                                                                                          |                                   |
| 1997   | 2e NL Est        | 92               | 70               | 0,567            | 2 364 387        | 29 190           | Jim Leyland                                                  | Série de division V 3-0 (Giants)Série de championnat V 4-2 (Braves)Série mondiale V 4-3 (Indians) |                                   |
| 1998   | 5e NL Est        | 54               | 108              | 0,333            | 1 730 384        | 21 363           | Jim Leyland                                                  | Éliminés                                                                                          |                                   |
| 1999   | 5e NL Est        | 64               | 98               | 0,395            | 1 369 421        | 17 118           | John Boles                                                   | Éliminés                                                                                          |                                   |
| 2000   | 3e NL Est        | 79               | 82               | 0,490            | 1 218 326        | 15 041           | John Boles                                                   | Éliminés                                                                                          |                                   |
| 2001   | 4e NL Est        | 76               | 86               | 0,469            | 1 261 226        | 15 765           | John Boles (22-26)Tony Perez (54-60)                         | Éliminés                                                                                          |                                   |
| 2002   | 4e NL Est        | 79               | 83               | 0,487            | 813 118          | 10 038           | Jeff Torborg                                                 | Éliminés                                                                                          |                                   |
| 2003   | 2e NL Est        | 91               | 71               | 0,561            | 1 303 215        | 16 089           | Jeff Torborg (16-22)Jack McKeon (75-49)                      | Série de division V 3-1 (Giants)Série de championnat V 4-3 (Cubs)Série mondiale V 4-2 (Yankees)   |                                   |
| 2004   | 3e NL Est        | 83               | 79               | 0,512            | 1 723 105        | 21 539           | Jack McKeon                                                  | Éliminés                                                                                          |                                   |
| 2005   | 4e NL Est        | 83               | 79               | 0,512            | 1 852 608        | 22 872           | Jack McKeon                                                  | Éliminés                                                                                          |                                   |
| 2006   | 4e NL Est        | 78               | 84               | 0,481            | 1 164 134        | 14 372           | Joe Girardi                                                  | Éliminés                                                                                          |                                   |
| 2007   | 5e NL Est        | 71               | 91               | 0,438            | 1 370 511        | 16 920           | Fredi González                                               | Éliminés                                                                                          |                                   |
| 2008   | 3e NL Est        | 84               | 77               | 0,522            | 1 335 076        | 16 482           | Fredi González                                               | Éliminés                                                                                          |                                   |
| 2009   | 2e NL Est        | 87               | 75               | 0,537            | 1 464 109        | 18 075           | Fredi González                                               | Éliminés                                                                                          |                                   |
| 2010   | 3e NL Est        | 80               | 82               | 0,494            | 1 524 894        | 18 824           | Fredi González (34-36)Edwin Rodríguez (46-46)                | Éliminés                                                                                          |                                   |
| 2011   | 5e NL Est        | 72               | 90               | 0,444            | 1 520 562        | 18 772           | Edwin Rodríguez (32-39)Brandon Hyde (0-1)Jack McKeon (40-50) | Éliminés                                                                                          |                                   |
| 2012   | 5e NL Est        | 69               | 93               | 0,426            | 2 219 444        | 27 401           | Ozzie Guillén                                                | Éliminés                                                                                          |                                   |
| 2013   | 5e NL Est        | 62               | 100              | 0,383            | 1 586 322        | 19 584           | Mike Redmond                                                 | Éliminés                                                                                          |                                   |
| 2014   | 4e NL Est        | 77               | 85               | 0,475            | 1 732 283        | 21 386           | Mike Redmond                                                 | Éliminés                                                                                          |                                   |
| 2015   | 3e NL Est        | 71               | 91               | 0,438            | 1 752 235        | 21 633           | Mike Redmond (16-22) Dan Jennings (55-69)                    | Éliminés                                                                                          |                                   |
| 2016   | 3e NL Est        | 79               | 82               | 0,491            | 1 712 417        | 21 141           | Don Mattingly                                                | Éliminés                                                                                          |                                   |
| 2017   | 2e NL Est        | 77               | 85               | 0,475            | 1 583 014        | 19 543           | Don Mattingly                                                | Éliminés                                                                                          |                                   |
| 2018   | 5e NL Est        | 63               | 98               | 0,391            | 811 104          | 10 014           | Don Mattingly                                                | Éliminés                                                                                          |                                   |
| 2019   | 5e NL Est        | 57               | 105              | 0,352            | 811 302          | 10 016           | Don Mattingly                                                | Éliminés                                                                                          |                                   |
| 2020   | 2e NL Est        | 31               | 29               | 0,517            | 0                | 0                | Don Mattingly                                                | Série de Wild Card V 2-0 (Cubs)Série de division D 0-3 (Braves)                                   |                                   |
| 2021   | 4e NL Est        | 67               | 95               | 0,414            | 642 617          | 7 933            | Don Mattingly                                                | Éliminés                                                                                          |                                   |
| 2022   | 4e NL Est        | 69               | 93               | 0,426            | 907 487          | 11 203           | Don Mattingly                                                | Éliminés                                                                                          |                                   |
| 2023   | 2e NL Est        | 84               | 78               | 0,519            | 1 162 819        | 14 355           | Skip Schumaker                                               | Série de Wild Card D 0-2 (Phillies)                                                               |                                   |
| 2024   | 5e NL Est        | 62               | 100              | 0,383            | 1 087 453        | 13 425           | Skip Schumaker (60-100) Luis Urueta (2-0)                    | Éliminés                                                                                          |                                   |
| Totaux | Totaux           | 2303             | 2707             | 0,459            |                  |                  |                                                              | Bilan en playoffs : 24-16 (0,600)                                                                 | Bilan en playoffs : 24-16 (0,600) |

## Trophées et honneurs individuels
Aucun joueur ayant évolué chez les Marlins n'est membre de Temple de la renommée du baseball.

### Numéros retirés
- 5. En hommage au président Carl Barger (1991-1992). Le numéro 5 est une référence à celui que portait Joe DiMaggio, joueur préféré de Carl Barger.
- 42. Jackie Robinson, retiré par la MLB

### Trophées et honneurs individuels
| - Meilleur joueur des Ligues majeures (depuis 1911) : - Giancarlo Stanton (2017) - Manager de l'année (depuis 1983) : - Jack McKeon (2003) - Joe Girardi (2006) - Don Mattingly (2020) - Recrue de l'année (depuis 1947) : - Dontrelle Willis (2003) - Hanley Ramirez (2006) - Chris Coghlan (2009) - José Fernández (2013) |  | - Gold Glove - Charles Johnson (en) (receveur : 1995, 1996, 1997) - Luis Castillo (2e base : 2003, 2004, 2005) - Derrek Lee (1er base : 2003) - Mike Lowell (3e base : 2005) - Mark Buehrle (lanceur : 2012) - Christian Yelich (voltigeur de gauche : 2014) - Dee Gordon (2e base : 2015) - Marcell Ozuna (voltigeur de gauche : 2017) |  | - Silver Slugger - Gary Sheffield (1996) - Mike Piazza (1998) - Mike Lowell (2003) - Miguel Cabrera (2005, 2006) - Hanley Ramírez (2008, 2009) - Dan Uggla (2010) - Giancarlo Stanton (2014, 2017) - Dee Gordon (2015) - Christian Yelich (2016) - Marcell Ozuna (2017) - J. T. Realmuto (2018) |

## Les managers des Marlins

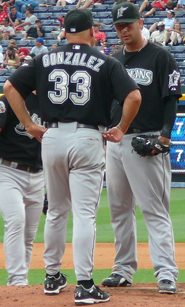
Fredi Gonzalez de dos

| Nom                | Saisons     | Vic.déf. | %     |
| ------------------ | ----------- | -------- | ----- |
| Rene Lachemann     | 1993-96     | 221-285  | .437  |
| Cookie Rojas       | 1996        | 1-0      | 1.000 |
| John Boles         | 1996        | 40-35    | .533  |
| Jim Leyland        | 1997-98     | 146-178  | .451  |
| John Boles         | 1999-2001   | 165-206  | .582  |
| Tony Pérez         | 2001        | 54-60    | .474  |
| Jeff Torborg       | 2002-03     | 95-105   | .475  |
| Jack McKeon        | 2003-05     | 240-207  | .537  |
| Joe Girardi        | 2006        | 78-84    | .481  |
| Fredi González     | 2007-2010   | 276-279  | .497  |
| Edwin Rodríguez    | 2010-2011   | 78-85    | .479  |
| Brandon Hyde       | 2011        | 0-1      | .000  |
| Jack McKeon        | 2011        | 40-50    | .444  |
| Ozzie Guillén      | 2012        | 69-93    | .426  |
| Mike Redmond       | 2013-2015   | 155-207  | .428  |
| Dan Jennings       | 2015        | 55-69    | .444  |
| Don Mattingly      | 2016-2022   | 443-589  | .429  |
| Skip Schumacher    | 2023-2024   | 146-178  | .451  |
| Clayton McCullough | Depuis 2025 | 15-24    | .385  |

## Affiliations enligues mineures
| Niveau | Franchise                    | Ligue                      | Ville        | État                   | Affilié depuis |
| ------ | ---------------------------- | -------------------------- | ------------ | ---------------------- | -------------- |
| AAA    | Jumbo Shrimp de Jacksonville | Ligue internationale       | Jacksonville | Floride                | 2009           |
| AA     | Blue Wahoos de Pensacola     | Southern League            | Pensacola    | Floride                | 2021           |
| A+     | Sky Carp de Beloit           | Midwest League             | Beloit       | Wisconsin              | 2021           |
| A-     | Hammerheads de Jupiter       | Ligue de l'État de Floride | Jupiter      | Floride                | 2002           |
| Rookie | FCL Marlins                  | Florida Complex League     | Jupiter      | Floride                | 2012           |
| Rookie | DSL Marlins                  | Dominican Summer League    | Boca Chica   | République dominicaine | 1993           |